# توماس ای. وفورد
توماس ای. وفورد (به انگلیسی: Thomas A. Wofford) سناتور سابق عضو حزب دموکرات ایالات متحده آمریکا بود. وی در سال ۱۹۵۶ میلادی سناتور ایالت کارولینای جنوبی در سنای ایالات متحده آمریکا بود.